# Вивианит
Вивиани́т (англ. vivianite) — гидратированный железосодержащий фосфатный минерал, встречающийся в ряде геологических сред (синяя земля, синяя железная болотная руда, синяя охра). Небольшие количества марганца Mn2+, магния Mg2+ и кальция Ca2+ могут заменять в структуре железо Fe2+.
Чистые кристаллы Fe3(PO4)2·8H2O прозрачны, бесцветны. На воздухе легко окисляются и меняют цвет, поскольку двухвалентное железо начинает окисляться до трёхвалентного.
Кристаллы вивианита приобретают в зависимости от среды окраску от серо-синего до чёрно-синего оттенка и даже до тёмно-голубовато-зелёного цвета, имеют форму от призматических до сплюснутых кристаллов.
Впервые описан как минерал немецким геологом А. Г. Вернером в 1817 году и назван в честь Джона Генри Вивиана (1785—1855), английского политика и минералога из Труро в Корнуолле, открывшего этот минерал.
В настоящее время входит в группу вивианитов. Минералы группы вивианита имеют общую формулу A3(XO4)2·8H2O, где A — двухвалентный атом Fe, Ni, Mg, Co, Zn, а X — либо фосфор, либо мышьяк.

## Свойства
Твёрдость 2. Спайность совершенная по (010). Пластинки гибкие, но хрупкие. В воде нерастворим. Легко растворим в соляной и в азотной кислотах.

## Формы нахождения
Встречается в виде пластинчатых и игольчатых прозрачных кристаллов светло-зелёного цвета, на воздухе быстро изменяющих окраску на индигово-синюю, практически чёрную, так как при контакте с воздухом содержащееся в вивианите двухвалентное железо начинает окисляться до трёхвалентного, что влечёт за собой изменение цвета. Также вивианит встречается в виде лучистых и волокнистых агрегатов, конкреций, землистых шариков и желваков. Ещё для вивианита характерны шестоватые и призматические кристаллы. Нередко попадаются кристаллы 15 см в длину. В Камеруне в слоях глины находили кристаллы длиной до одного метра.
Кристаллы вивианита часто находят внутри ископаемых раковин двустворчатых и брюхоногих моллюсков, или прикреплёнными к ископаемой кости.

## Происхождение
Гипергенный, встречается в торфяниках и бурых железняках. Образуется в восстановительных условиях лимонитовой зоны осадочных сидеритовых месторождений железа и в торфяниках, округлые порошковатые скопления вивианита обычны в низинных торфяных болотах. При выветривании окисляется и замещается темно-зеленым или бурым азовскитом. Сопутствующие минералы — гётит, лимонит, гипс, арагонит, барит.

## Применение
Эффектные друзы, крупные одиночные кристаллы и их срастания используются как декоративно-коллекционный материал; скрытокристаллические землистые разновидности — как минеральный пигмент для приготовления синей краски (индиго натуральный). В железных рудах является вредной примесью из-за содержания фосфора.

Как минеральная краска, мог использоваться с древнейших времён. Устанавливается в красочных слоях русских икон разного времени и разных школ.